# City of Townsville
City of Townsville är en kommun i Australien. Den ligger i delstaten Queensland, omkring 1 100 kilometer nordväst om delstatshuvudstaden Brisbane. Antalet invånare var 186 757 vid folkräkningen 2016.
Följande samhällen finns i Townsville:
- Townsville
- Bohle Plains
- Nelly Bay
- Horseshoe Bay
- Rollingstone
- Toomulla